# Kondotjer
Kondotjêr (tudi condottiere) je bil poveljnik najemniške vojaške enote v Italiji v srednjem veku in zgodnjem novem veku. Kondotjerji so služili predvsem papežem in drugim evropskim monarhom med italijanskimi renesančnimi vojnami in evropskimi verskimi vojnami. Pomembni kondotjeri so bili Prospero Colonna, Giovanni dalle Bande Nere, Cesare Borgia, Andrea Doria in vojvoda Parme.

Izraz condottiero je v srednjeveški italijanščini prvotno pomenil pogodbenik, saj je bila condotta pogodba, s katero so kondotjeri začeli služiti mestu ali gospodu. Izraz je v dobi renesanse in reformacije postal sinonim za vojskovodjo. Nekateri avtorji so opisali Alberta da Giussana kot prvega kondotjera, Napoleona Bonaparta pa zaradi njegovega itaijanskega porekla kot zadnjega kondotjera. Kondotjerska tradicija tako zajema obdobje od bitke pri Legnanu leta 1176 do bitke pri Waterlooju leta 1815. Večina zgodovinarjev bi ga zožila na leta od ok. 1350 do ok. 1650, s posebnim poudarkom na vzponu poveljnikov svobodnih čet in njihovi preobrazbi v generalne kapitane, ki se borijo za velike sile med bojem za politično in versko prevlado v Evropi.

## Seznam najbolj znanih kondotjerov
- Roger de Flor (okoli 1268–1305)
- Malatesta da Verucchio (1212–1312)
- Castruccio Castracani (1281–1328)
- Cangrande della Scala (1291–1329)
- Montréal d'Albarno (ok. 1315–1354)
- Walter VI. Briennski (okoli 1304–1356)
- Konrad von Landau (umrl 22. aprila 1363)
- Albert Sterz (usmrčen 1366)
- John Hawkwood (Giovanni Acuto, okoli 1320–1394)
- Giovanni Ordelaffi (1355–1399)
- Astorre I. Manfredi (1345–1405)
- Alberico da Barbiano (1344–1409)
- Johann II. (Habsburg-Laufenburg) (ok. 1330–1380)
- Facino Cane de Casale (okoli 1360–1412)
- Angelo Broglio da Lavello, znan tudi kot Tartaglia (1350 ali 1370–1421)
- Andrea Fortebracci, bolj znan kot Braccio da Montone (1368–1424)
- Muzio Attendolo, imenovan tudi Sforza (Močan) (1369–1424)
- Francesco Bussone da Carmagnola (1390–1432)
- Giovanni Vitelleschi (umrl 1440)
- Erasmo da Narni, znan tudi kot Gattamelata (1370–1443)
- Niccolò Piccinino (1380–1444)
- Micheletto Attendolo (bratranec ali nečak Muzia Attendola, ok. 1390–ok. 1451)
- Francesco Sforza (1401–1466)
- Onorata Rodiani (1403–1452)
- Sigismondo Pandolfo Malatesta (1417–1468)
- Bartolomeo Colleoni (okoli 1400–1475)
- Federico III. da Montefeltro (1422–1482)
- Francesco Alidosi (1455–1511)
- Vitellozzo Vitelli (1458–1502)
- Oliverotto Euffreducci (1475–1502)
- Niccolò di Pitigliano († 1510)
- Ettore Fieramosca (1479–1515)
- Cesare Borgia (1475–1507)
- Prospero Colonna (1452–1523)
- Bartolomeo d'Alviano (1455–1515)
- Gian Giacomo Trivulzio (okoli 1441–1518)
- Piero Strozzi (1510–1558)
- Andrea Doria (1466–1560)
- Markiz Pescara (1489–1525)
- Markiz Vasto (1502–1546)
- Giovanni dalle Bande Nere (1498–1526)
- Ferrante Gonzaga (1507–1557)
- Aleksander Farnese (1545–1592)
- Torquato Conti (1591–1636)
- Ambrogio Spinola (1569–1630)
- Ottavio Piccolomini (1599–1656)
- Raimondo Montecuccoli (1609–1680)